# Маленькая Украина

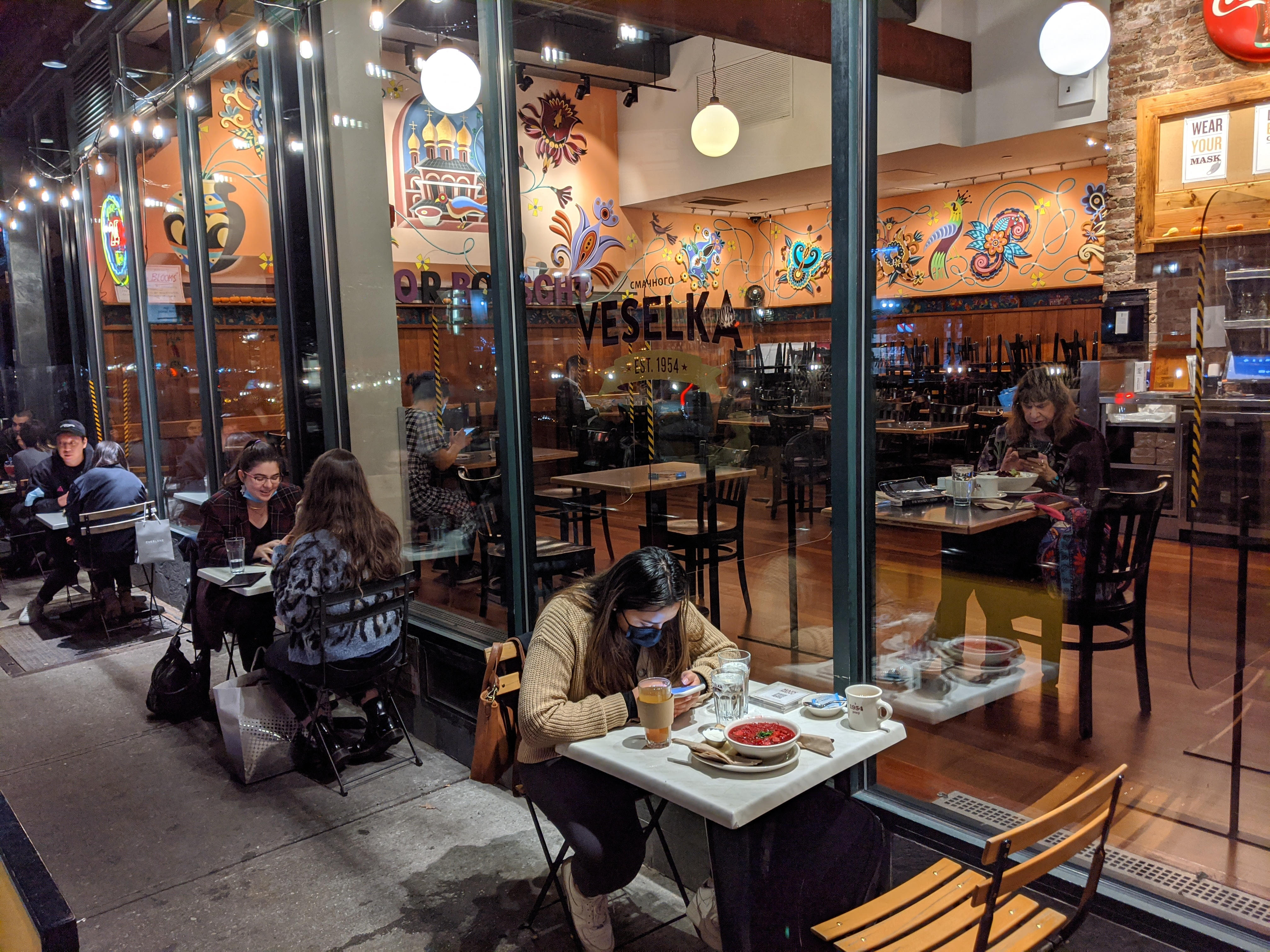
Украинский ресторан «Веселка» на Второй авеню в Ист-Виллидже

Маленькая Украина (англ. Little Ukraine) — исторический этнический анклав в нейборхуде Ист-Виллидж в Нижнем Манхэттене, Нью-Йорк, США, в котором заметную долю жителей составляют украинцы.
Анклав ограничивается на юге Хаустон-стрит, на севере — 14-й улицей, на востоке — Второй авеню и на западе — Третьей авеню.
Первые иммигранты с территории современной Украины пришли сюда ещё в конце XIX века. Вторая крупная волна поселенцев пришла в анклав в течение и после Второй мировой войны, когда украинцы бежали от нацистского и советского режимов. Иммигранты селились в основном на 7-й улице, где ныне наиболее заметно украинское наследие. После войны украинское население анклава составляло около 60 000 человек. здесь проживает треть из 80 000 нью-йоркцев с украинскими корнями.
Со временем, однако, этнические жители стали разъезжаться из Маленькой Украины; часть из них переехала в том числе на Брайтон-Бич, который в 1970-х годах стал новым этнокультурным ядром украино- и русскоязычного населения Нью-Йорка.
Из заметных достопримечательностей Маленькой Украины можно выделить церковь Святого Георгия Украинской грекокатолической церкви, расположенную на 7-й улице, ресторан «Веселка» на Второй авеню, 144, основанный в 1954 году (примечательно, что в нём долгое время не было даже англоязычного меню), Украинский музей, филиал Научного общества имени Тараса Шевченко и украинский культурный центр.
Начиная с 1976 года церковь спонсирует ежегодный Фестиваль украинского наследия — одну из немногих сохранившихся аутентичных уличных ярмарок Нью-Йорка. В апреле 1978 года городской совет Нью-Йорка переименовал небольшую улицу, соединяющую Восточную 7-ю и 6-ю улицы, в Тарас-Шевченко-плейс, в честь Тараса Шевченко — национального украинского поэта и мыслителя.

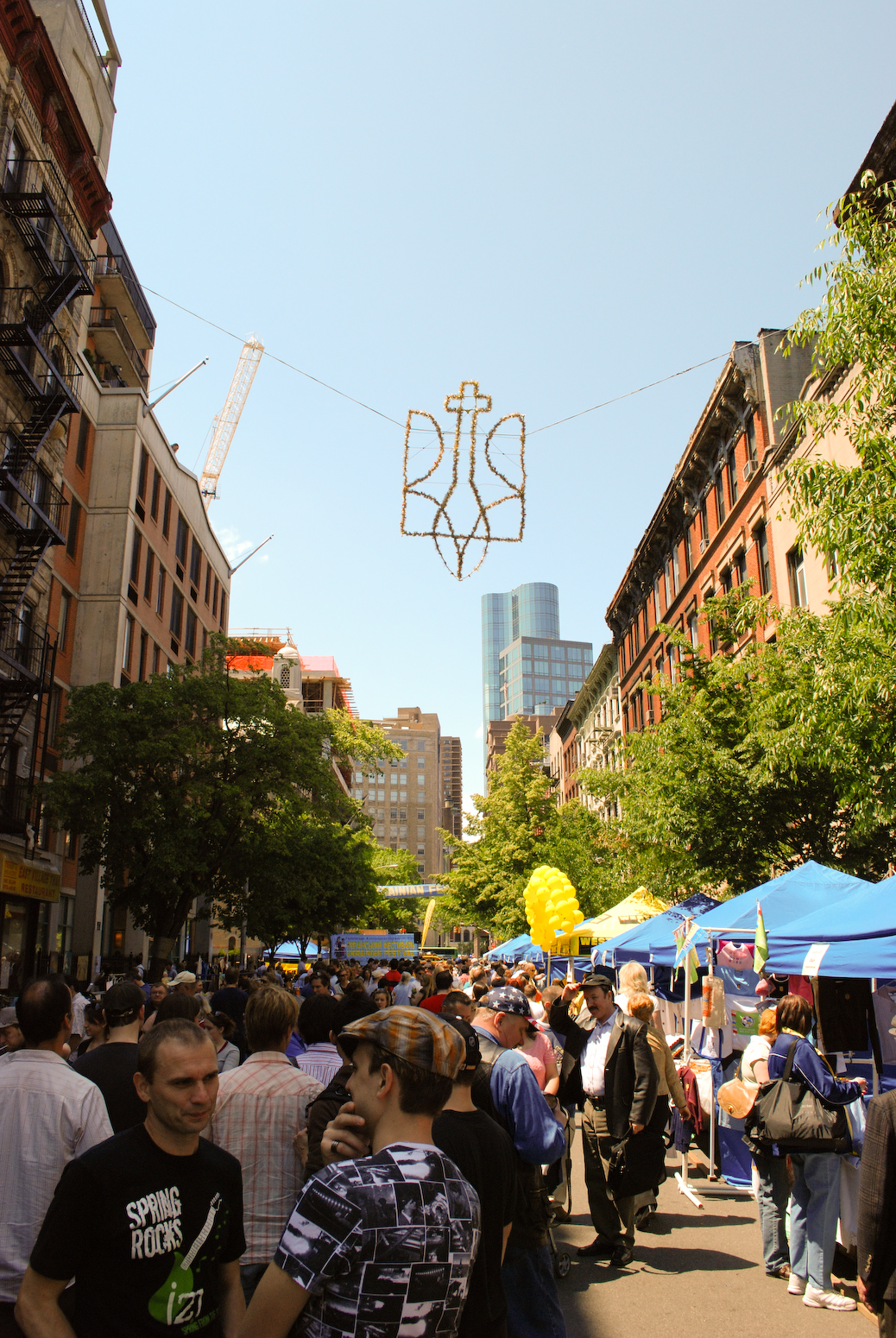
Фестиваль украинского наследия в мае 2008 года
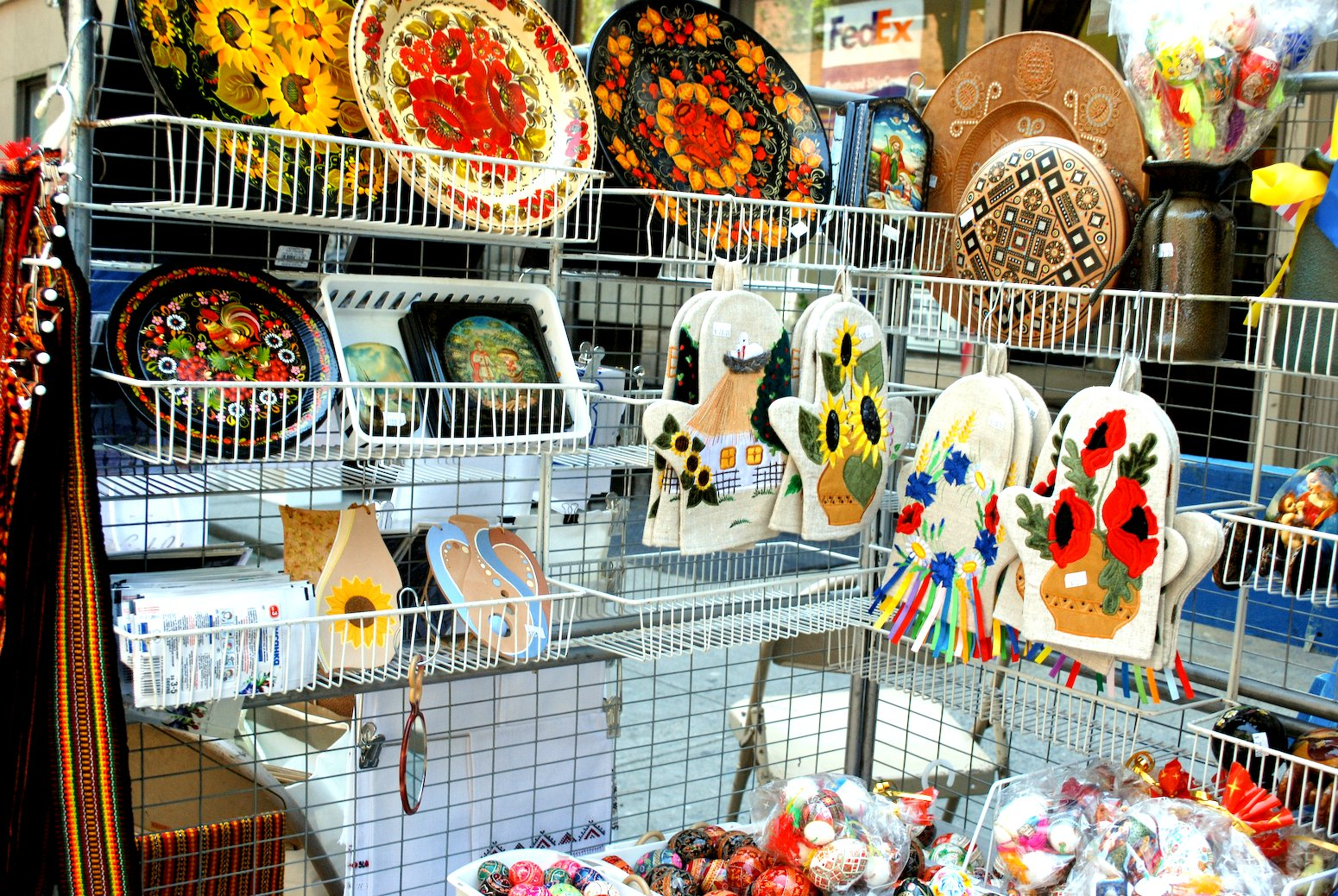
Этническая лавка
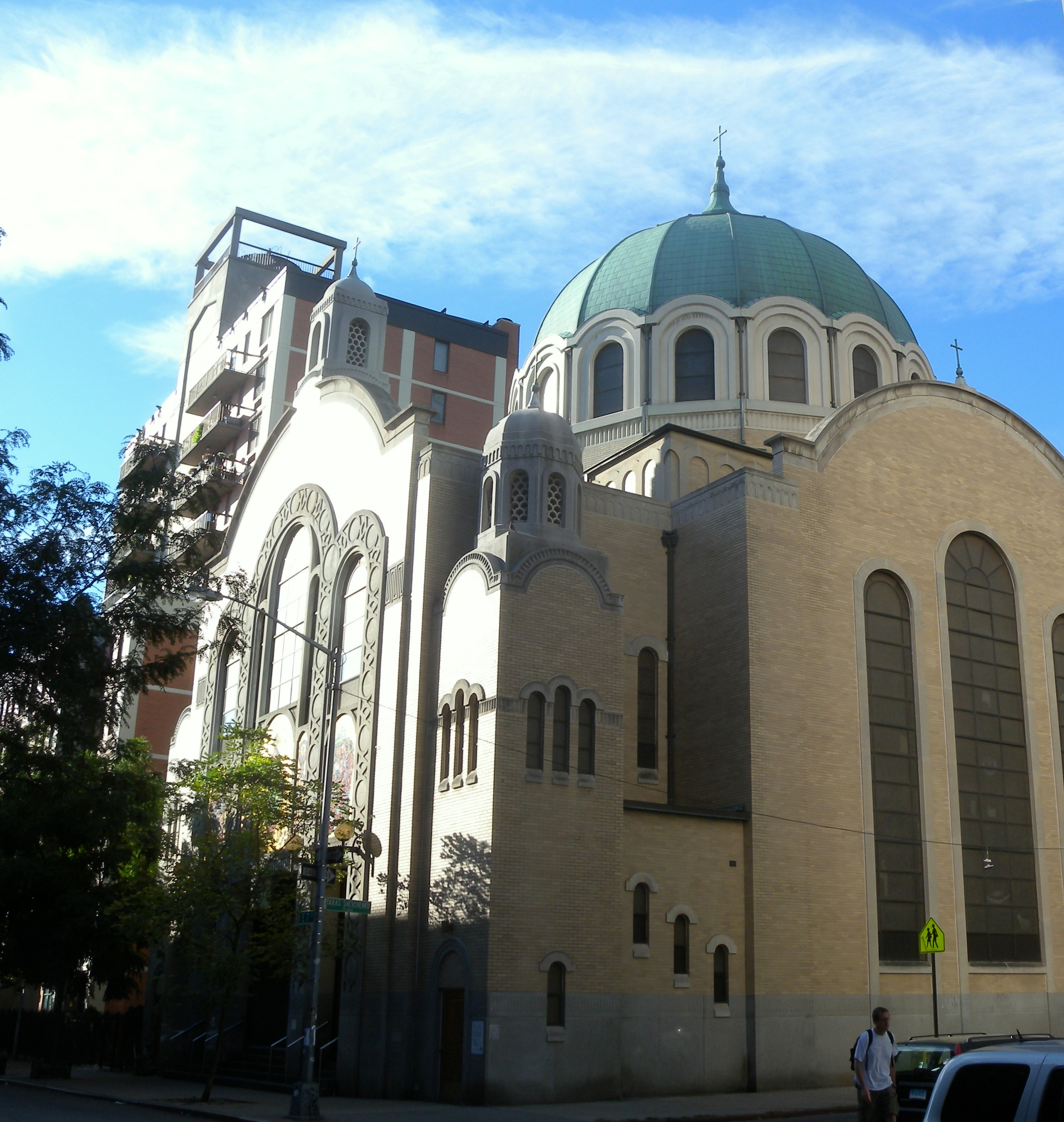
Церковь святого Георгия